# Littoraria flava
Littoraria flava é uma espécie de molusco gastrópode marinho litorâneo do oeste do oceano Atlântico, pertencente à família Littorinidae, no passado nomeada no gênero Littorina. Foi classificada por P. P. King, em 1832, no texto "Description of the Cirrhipeda, Conchifera and Mollusca, in a collection formed by the officers of H.M.S. Adventure and Beagle employed between the years 1826 and 1830 in surveying the southern coasts of South America, including the Straits of Magalhaens and the coast of Tierra del Fuego"; publicado no Zoological Journal, 5: páginas 332-349. A sua denominação de espécie, flava, significa "amarelo".

## Descrição da concha e hábitos
Concha de espiral cônica e de coloração branco-cinzenta a amarelada; por vezes com as voltas iniciais mais escuras ou contendo um padrão mosqueado-listrado de manchas; com até 2 centímetros de comprimento, quando desenvolvida, com 7 a 9 voltas, esculpida com linhas espirais finas em sua última volta. Área da columela bastante deprimida e tingida de castanho. Por vezes sua coloração é esverdeada devido a presença de algas epibiontes.

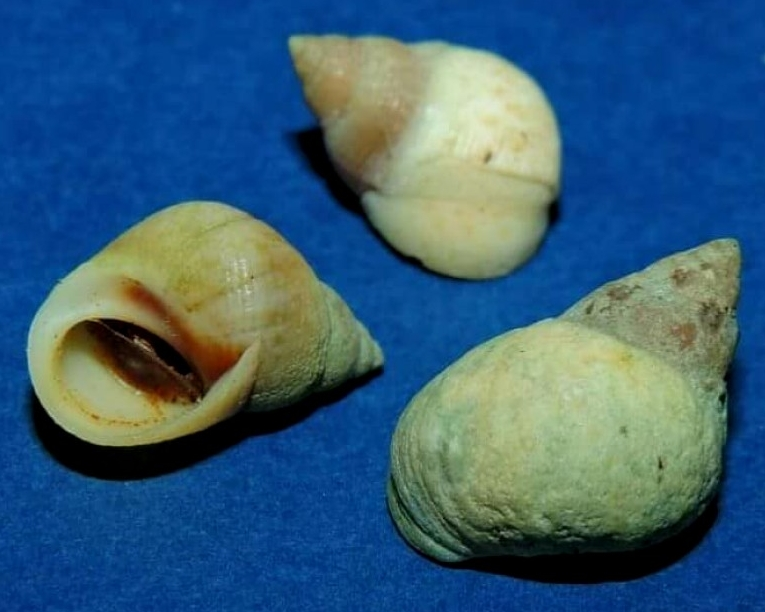
Conchas de L. flava (P. P. King, 1832).

É encontrada em águas rasas, principalmente em áreas de costões rochosos e de algas marinhas, e também em árvores de manguezais, expostas às ondas da zona entremarés. Os animais da família Littorinidae se alimentam de substâncias vegetais.

## Distribuição geográfica
Littoraria flava ocorre do golfo do México e mar do Caribe à Flórida e Bermudas até a região sul do Brasil (do Maranhão ao Rio Grande do Sul). Esta espécie pode ser encontrada nos sambaquis brasileiros, tendo importância arqueológica desconhecida.

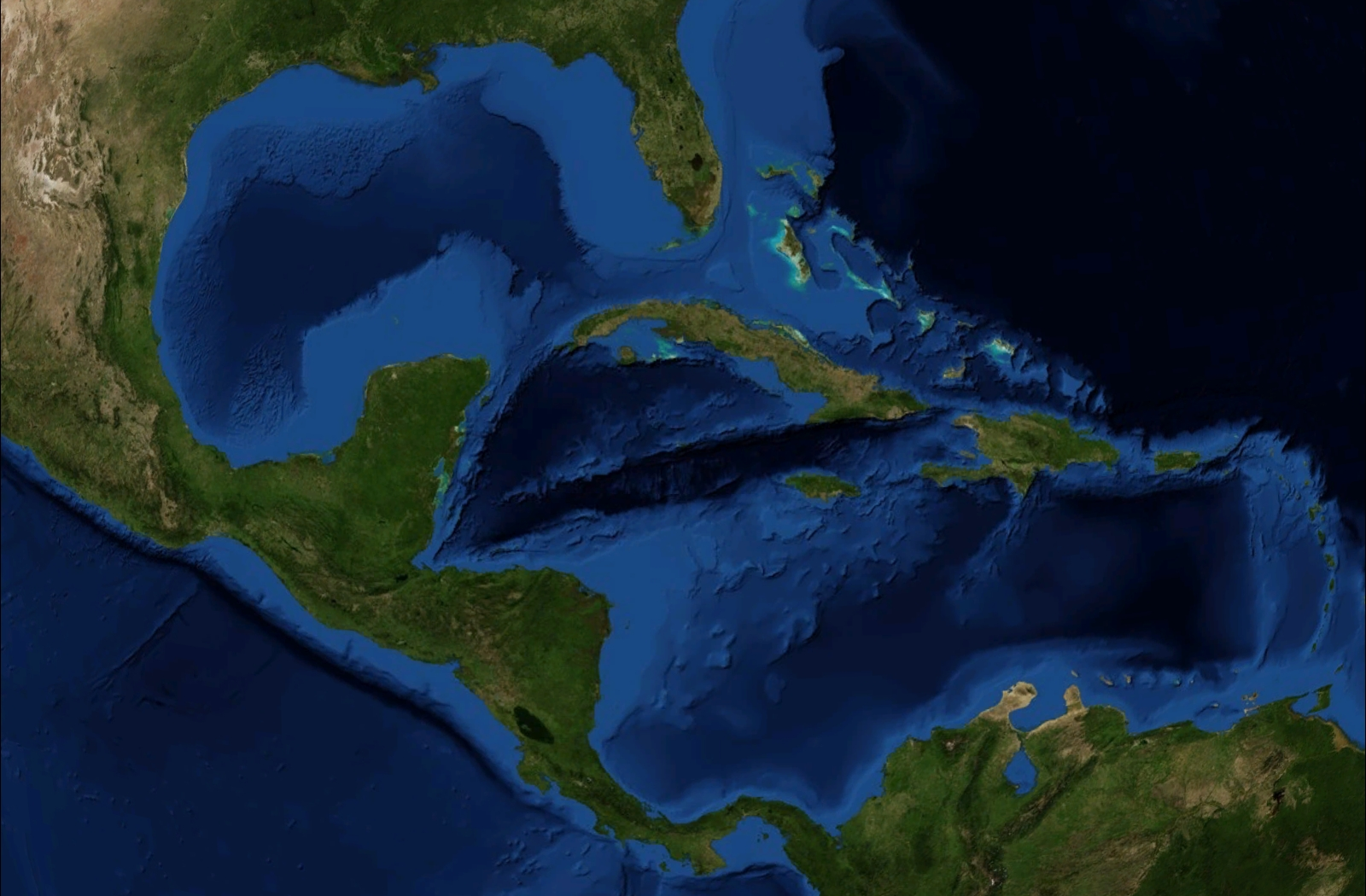
A região do golfo do México e mar do Caribe (no mapa) é o habitat da espécie L. flava (P. P. King, 1832),[1] em estuários de manguezais e costões, indo também da Flórida e Bermudas à região sul do Brasil.